# Lukas Podolski
Lukas Josef Podolski, född 4 juni 1985 i Gliwice, Polen, är en polskfödd tysk fotbollsspelare som spelar för Górnik Zabrze i Ekstraklasa.

## Klubbkarriär

### 1. FC Köln
Podolski slog igenom i Kölns b–lag säsongen 2003/2004. Han fick chansen i a–laget efter starka insatser i b–laget. Podolski tog denna chans och gjorde fler mål än någon trott. Vid säsongens slut hade han gjort 10 mål på 19 matcher.
Efter succén stod storklubbarna i kö för att få Podolskis underskrift, men han valde att stanna kvar i Köln för att hjälpa klubben upp i Bundesliga igen. Våren 2005 lyckades Köln med detta och Podolski blev skyttekung i 2. Bundesliga med 24 mål. 

### FC Bayern München
Under hösten 2005 gick det sämre för Podolski och Köln som åkte ur Bundesliga. Rykten om en övergång till Bayern München fanns under en lång tid och övergången blev officiell den 1 juni 2006. Han gjorde 15 mål på 72 matcher för Bayern München innan han lämnade klubben 19 januari 2009.

### Tillbaka till 1. FC Köln
Den 1 juli 2009 återvände Podolski till Köln och skrev på ett fyraårskontrakt, men Podolskis comebacksäsong blev ett fiasko - han gjorde bara tre mål i ligan under hela säsongen. 

### Arsenal
Efter månader av rykten bekräftade Lukas Podolski och Arsenal FC 30 april att han skulle komma att ansluta till Londonklubben efter EM 2012. The Sun uppger att transfersumman var 10,3 miljoner pund.
Podolski debuterade för Arsenal 12 augusti i en vänskapsmatch mot sin gamla klubb FC Köln. Matchen slutade 4-0 till Arsenal och Podolski gjorde två av målen.

### Antalyaspor
Den 23 januari 2020 värvades Podolski av turkiska Antalyaspor. I juni 2021 lämnade Podolski klubben i samband med att hans kontrakt gick ut.

### Górnik Zabrze
Den 6 juli 2021 gick Podolski på fri transfer till Górnik Zabrze, där han skrev på ett ettårskontrakt med en option om förlängning.

## Landslagskarriär
Podolski hade även haft möjligheten att spela för födelselandet Polen och uttalade 2003 att han var beredd att spela för det polska landslaget.[källa behövs] Våren 2004 debuterade han i det tyska A-landslaget som 18-åring. Han etablerade sig i landslaget samtidigt som Bastian Schweinsteiger och de två lyftes under sina första år i landslaget fram som stora framtidshopp under smeknamnen "Poldi" och "Basti". Podolski hade vid debuten tidigare spelat i det tyska U21-landslaget och deltagit i U21-EM på hemmaplan. Podolski spelade för Tyskland i EM 2004, där han var lagets yngsta spelare. Han byttes in mot Tjeckien som Tyskland förlorade med 2–1. 
Podolski hade under VM–turneringen 2006 stor del i att Tyskland slutade på tredje plats, han gjorde tre mål under turneringen. Han bildade anfallspar tillsammans med Miroslav Klose. Han blev även utsedd till VM:s bästa unga spelare.
I öppningsmatchen i EM 2008 mot Polen stod han för Tysklands båda mål. Podolski valde dock att inte fira vid målen mot sitt andra hemland. Podolski slutade delad två i skytteligan med sina 3 mål, efter David Villa. I öppningsmatchen mot Australien under VM i Sydafrika 2010 gjorde Podolski ett mål, Tyskland vann med 4–0. Hans andra mål kom mot England. Tyskland vann matchen med 4–1. Utmärkande för Podolski i landslaget var att han trots att han flyttats ner och blivit yttermittfältare gjorde många mål och tillhörde lagets mer framträdande spelare.
Podolski var med vid VM 2014 som vanns av Tyskland men han spelade bara två gruppspelsmatcher. Han hade även ett kort framträdande under åttondelsfinalen mot Slovakien i EM 2016. Podolski avslutade landslagskarriären den 22 mars 2017 med ett vänskapsmöte mot England där han gjorde matchens enda mål.

## Meriter

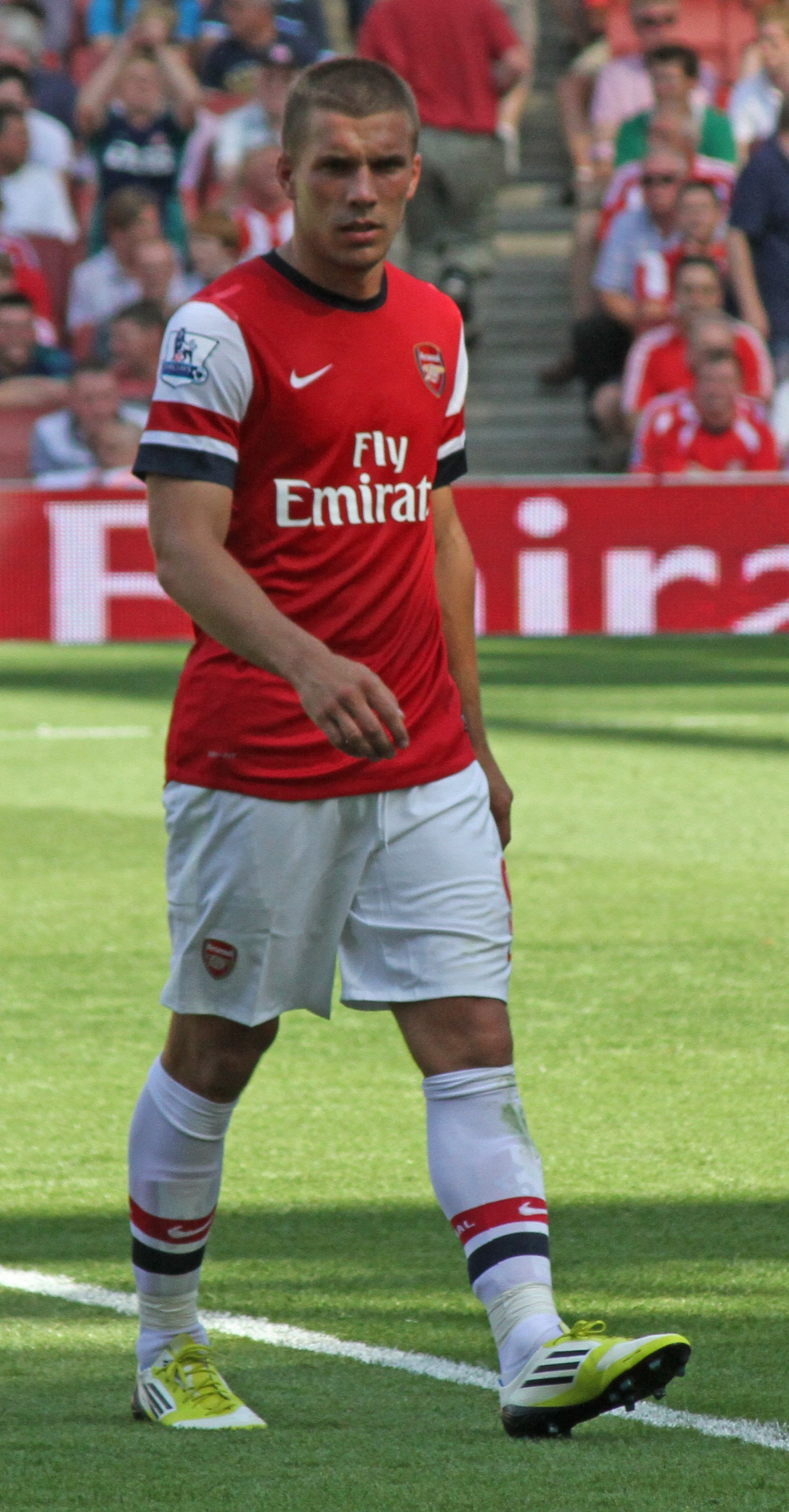
Podolski i Arsenal 2012

### Klubblag
1. FC Köln
- 2. Bundesliga: 2004/2005

Bayern München
- Bundesliga: 2007/2008
- DFB-Pokal: 2007/2008
- Tyska ligacupen: 2007

Arsenal
- FA-cupen: 2013/2014

Galatasaray
- Turkiska cupen: 2015/2016
- Süper Kupa: 2015/2016

### Landslag
Tyskland
- VM 2014: Guld